# 赞比里阿都卡迪
赞比里阿都卡迪（1962年3月22日—），马来西亚政治人物，现任马来西亚高等教育部长。他是霹雳州第十一任州务大臣（2009年－2018年在任），也是霹雳州立法议会邦咯州议员（2004年－2022年在任）。在党职上，他是国阵和巫统霹雳州联委会主席，巫统红土坎区部主席。2018年6月30日，获选为巫统最高理事会成员。2021年6月8日，受委國陣總秘書。

## 成就
小时候的赞比里是个很活跃于运动的学生，嗜好是踢足球。他曾经获得文学奖项，写作出书。他于1991年获得马来西亚国际伊斯兰大学伊斯兰系硕士，1992年于美国天普大学进修政治学，1998年获得博士学位。

## 政治生涯
赞比里于1992年加入巫统、2000至2004年擔任紅土坎巫青團長、2004年擔任國陣及巫統紅土坎區部主席至今。2004年，當他第一次代表國陣出戰邦咯州議席時，初試啼聲即擊敗人民公正黨的另一名候選人蘇華迪；當時他就受委為行政議員，過後他在巫統黨內日益受到重視。贊比里在2008年的马来西亚第12屆全国大選，第2次代表國陣巫統在邦咯州選區迎戰公正黨的巴卡拉茲慕沙。在反風猛吹下，虽然国阵失去霹雳州政权，但他成功為國陣保住此州議席。他獲得1萬906票，多數票為5785張。2013年和2018年马来西亚大选连任州议员，但在2018年时因马华公会让出红土坎国席上阵，然而却败给希望联盟的莫哈末哈达。

### 霹雳宪政危机
作为一名霹雳州议员，赞比里在2008年大选后就被预定为下任州务大臣（國陣若重奪霹靂州政權）。不过随着2009年2月4日，当时的马来西亚副首相兼代霹雳州联委会主席纳吉宣布国阵拥有多数议席执政时，赞比里就顺水推舟地于2009年2月6日在江沙皇宫宣誓就任州务大臣，取代被苏丹革职的民联州务大臣尼查。不过民联方面认为国阵擅自宣布执政霹雳州，只是三位民联州议员退党成为亲国阵的独立人士，不符合民主原则而抗议，导致民联政府倒台，而触发“宪法危机”。

### 双包大臣案
2009年，尼查则入禀吉隆坡高等法庭要求高庭宣判自己为合法大臣，并要求赞比里禁止执行大臣职务。5月11日，高庭宣判尼查为合法大臣，赞比里并接受判决搬离大臣官邸。之后赞比里于5月12日向上诉庭申请暂缓大臣禁令，及检讨高庭的判决。5月22日，上诉庭判赞比里上诉得直，宣判赞比里为合法大臣。

### 外交部长（2022年—2023年）
2022年大选，赞比里转攻红土坎国会议席失利，但在安华团结政府中获提名受委上议员，并出任外交部长。

### 高等教育部长（2023年—今）
2023年12月12日，赞比里出任马来西亚高等教育部长。